# Lancer du marteau féminin aux championnats du monde d'athlétisme 2017
Pour un article plus général, voir Championnats du monde d'athlétisme 2017.
Navigation
Pékin 2015 Doha 2019
L'épreuve du lancer du marteau féminin des championnats du monde de 2017 se déroule les 5 et 7 août 2017 dans le Stade olympique de Londres, au Royaume-Uni. Elle est remportée par la Polonaise Anita Włodarczyk.

## Critères de qualification
Pour se qualifier pour les championnats, il faut avoir réalisé 71,00 m ou plus entre le 1er octobre 2016 et le 23 juillet 2017.

## Médaillées
| Or               | Argent     | Bronze         |
| Anita Włodarczyk | Wang Zheng | Malwina Kopron |

## Résultats

### Finale
| Rang               | Athlète             | Nationalité | Essais | Essais | Essais | Essais | Essais | Essais | Marque | Notes |
| Rang               | Athlète             | Nationalité | 1      | 2      | 3      | 4      | 5      | 6      | Marque | Notes |
| ------------------ | ------------------- | ----------- | ------ | ------ | ------ | ------ | ------ | ------ | ------ | ----- |
| Médaille d'or      | Anita Włodarczyk    | Pologne     | 70.45  | x      | 71.94  | 77.39  | 77.90  | 73.91  | 77.90  |       |
| Médaille d'argent  | Wang Zheng          | Chine       | 74.31  | 75.94  | 75.00  | 74.86  | 74.52  | 75.98  | 75.98  |       |
| Médaille de bronze | Malwina Kopron      | Pologne     | 74.76  | x      | x      | x      | 69.90  | 71.66  | 74.76  |       |
| 4                  | Zhang Wenxiu        | Chine       | 69.70  | x      | 73.19  | 70.62  | 74.53  | 72.21  | 74.53  | SB    |
| 5                  | Hanna Skydan        | Azerbaïdjan | 72.45  | 72.38  | 73.38  | 71.70  | x      | 71.77  | 73.38  |       |
| 6                  | Joanna Fiodorow     | Pologne     | x      | 73.02  | 72.41  | 73.04  | 71.69  | 72.67  | 73.04  |       |
| 7                  | Sophie Hitchon      | Royaume-Uni | 71.47  | 71.62  | 71.80  | x      | 70.81  | 72.32  | 72.32  |       |
| 8                  | Kateřina Šafránková | Tchéquie    | 71.34  | x      | x      | x      | x      | 66.26  | 71.34  | SB    |
| 9                  | DeAnna Price        | États-Unis  | 65.20  | 67.46  | 70.04  |        |        |        | 70.04  |       |
| 10                 | Hanna Malyshchyk    | Biélorussie | 69.43  | x      | 69.00  |        |        |        | 69.43  |       |
| 11                 | Kathrin Klaas       | Allemagne   | 67.83  | 68.91  | x      |        |        |        | 68.91  |       |
| 12                 | Alexandra Tavernier | France      | x      | 66.31  | 66.01  |        |        |        | 66.31  |       |

### Qualification
Qualification : 71.50 m (Q) ou les 12 meilleures performeuses (q).
| Rang | Groupe | Nom                  | Nationalité        | Essai 1 | Essai 2 | Essai 3 | Marque  | Notes   |
| ---- | ------ | -------------------- | ------------------ | ------- | ------- | ------- | ------- | ------- |
| 1    | A      | Malwina Kopron       | Pologne            | 74,97 m |         |         | 74,97 m | (Q)     |
| 2    | B      | Anita Wlodarczyk     | Pologne            | 74,61 m |         |         | 74,61 m | (Q)     |
| 3    | A      | Sophie Hitchon       | Royaume-Uni        | 73,05 m |         |         | 73,05 m | (Q)     |
| 4    | A      | Hanna Malyshchyk     | Biélorussie        | 72,79 m |         |         | 72,79 m | (Q)     |
| 5    | B      | DeAnna Price         | États-Unis         | x       | 72,78 m |         | 72,78 m | (Q)     |
| 6    | B      | Alexandra Tavernier  | France             | 72,69 m |         |         | 72,69 m | (Q, SB) |
| 7    | A      | Wang Zheng           | Chine              | 71,89 m |         |         | 71,89 m | (Q)     |
| 8    | B      | Hanna Skydan         | Azerbaïdjan        | 71,78 m |         |         | 71,78 m | (Q)     |
| 9    | B      | Joanna Fiodorow      | Pologne            | 71,72 m |         |         | 71,72 m | (Q)     |
| 10   | B      | Zhang Wenxiu         | Chine              | 71,39 m | 70,36 m | 70,87 m | 71,39 m | (q)     |
| 11   | A      | Katerina Šafránková  | République tchèque | 67,93 m | x       | 70,67 m | 70,67 m | (q)     |
| 12   | B      | Kathrin Klaas        | Allemagne          | 69,22 m | x       | 70,33 m | 70,33 m | (q)     |
| 13   | B      | Luo Na               | Chine              | x       | 69,54 m | 69,37 m | 69,54 m |         |
| 14   | A      | Gwen Berry           | États-Unis         | 65,09 m | 69,12 m | x       | 69,12 m |         |
| 15   | A      | Kıvılcım Kaya        | Turquie            | 66.33   | 67.76   | 66.93   | 67,76 m |         |
| 16   | B      | Réka Gyurátz         | Hongrie            | x       | 67,48 m | 60,93 m | 67,48 m |         |
| 17   | A      | Ida Storm            | Suède              | 67.39   | x       | x       | 67,39 m |         |
| 18   | B      | Anna Maria Orel      | Estonie            | 64,80 m | 62,80 m | 67,37 m | 67,37 m |         |
| 19   | A      | Zalina Petrivskaya   | Moldavie           | x       | x       | 67,05 m | 67,05 m |         |
| 20   | B      | Marinda Petersson    | Suède              | 63,11 m | 66,46 m | x       | 66,46 m |         |
| 21   | B      | Magdalyn Ewen        | États-Unis         | x       | 66,24 m | 65,14 m | 66,24 m |         |
| 22   | A      | Berta Castells       | Espagne            | 63,09 m | 66,11 m | 66,05 m | 66,11 m |         |
| 23   | A      | Iryna Novozhylova    | Ukraine            | 65,78 m | 66,02 m | 65,52 m | 66,02 m |         |
| 24   | A      | Bianca Perie-Ghelber | Roumanie           | 65,07 m | x       | x       | 65,07 m |         |
| 25   | A      | Alyona Shamotina     | Ukraine            | 62,63 m | 64,03 m | 64,88 m | 64,88 m |         |
| 26   | A      | Julia Ratcliffe      | Nouvelle-Zélande   | 64,67 m | 64,72 m | 61,88 m | 64,72 m |         |
| 27   | B      | Marina Nikişenko     | Moldavie           | 63,72 m | 62,92 m | 64,63 m | 64,63 m |         |
| 28   | A      | Nikola Lomnická      | Slovaquie          | 64,60 m | x       | 63,32 m | 64,60 m |         |
| 29   | B      | Iryna Klymets        | Ukraine            | 61,24 m | 64,20 m | 60,76 m | 64,20 m |         |
| 30   | A      | Susen Küster         | Allemagne          | 59,33 m | 62,33 m | x       | 62.33 m |         |
| —    | B      | Jillian Weir         | Canada             | x       | x       | x       | NM      |         |
| —    | B      | Jennifer Dahlgren    | Argentine          | x       | x       | x       | NM      |         |

## Légende
Records et Performances
- AR : Record continental (area record)
- CR : Record des championnats (championship record)
- MR : Record du meeting (meet record)
- NR : Record national (national record)
- OR : Record olympique (olympic record)
- PR : Record paralympique (paralympic record)
- PB : Record personnel (personal best)
- SB : Meilleure performance personnelle de la saison (season's best)
- WL : Meilleure performance mondiale de l'année (world leader)
- WJR : Record du monde junior (world junior record)
- WR : Record du monde (world record)

Circonstances et Conditions
- DNF : N'a pas terminé (did not finish)
- DNS : N'a pas pris le départ (did not start)
- DQ : Disqualification (disqualification)
- NM : Aucun essai valable enregistré (No Mark)
- Q : Qualifié « directement » au prochain tour (ou à la prochaine compétition), lors d'une compétition majeure, grâce au classement ou à la réalisation des minima (automatic qualifier)
- q : Qualifié au prochain tour (ou à la prochaine compétition), lors d'une compétition majeure, grâce au repêchage ou à la réalisation de l'une des meilleures performances parmi celles des « non qualifiés directement » (grâce au meilleur temps ou à la meilleure distance par exemple) (secondary qualifier)